# São Jerônimo da Serra
São Jerônimo da Serra is een gemeente in de Braziliaanse deelstaat Paraná. De gemeente telt 11.905 inwoners (schatting 2009).

## Aangrenzende gemeenten
De gemeente grenst aan Assaí, Congonhinhas, Londrina, Nova Santa Bárbara, Ortigueira, Santa Cecília do Pavão, Santo Antônio do Paraíso, Sapopema en Tamarana.